# Mohammed Ouzzine
Mohammed Ouzzine, né le 5 janvier 1969 à Oued Ifrane, dans la région de la ville d'Azrou, est un homme politique marocain. Il était ministre de la Jeunesse et des Sports dans le gouvernement Benkirane. En novembre 2022, Il a été élu secrétaire général du parti Mouvement Populaire (MP) à l’issue du quatorzième congrès national de cette formation succédant ainsi à Mohand Laenser.
Il est actuellement 4 eme vice-président de la chambre des représentants dans le gouvernement de Aziz Akhannouch.
A son actif plusieurs autres postes à haute responsabilité: il a été deputé pendants trois mandats, maire, président d’un groupe de communes, vice-président du Parlement pour son deuxième mandant, vice président de la région, secrétaire d’Etat auprès du ministre des Affaires étrangères et de la Coopération ainsi que ministre dans le gouvernement de Abdelilah Benkirane.

## Parcours universitaire
Il est lauréat de l’International Visitors Leadership Program (États-Unis) et de l’International Academy of leadership (Allemagne), il est également titulaire d'un doctorat en sociolinguistiques de l'Université Mohammed V de Rabat et d'un master en stratégies de développement durable de l'Université du Moyen-Orient de Boston.

## Parcours politique
De 1993 à 1999, il est professeur de communication et de management en langue anglaise. Il commence sa carrière politique au début des années 2000, il rejoint les rangs du parti politique de la droite, le Mouvement populaire (MP), puis devient plus tard membre du bureau politique. Il est élu président de la commune rurale de Oued Ifrane, président du « Groupement Attanmiya » (Syndicat de la forêt de la Province d'Ifrane). Il occupe, de 2002 à 2007, le poste de conseiller du ministre de l'Agriculture, du Développement rural et des Pêches maritimes.
Lors du remaniement du 30 juillet 2009, le roi Mohammed VI le nomme secrétaire d'État auprès du ministre des Affaires étrangères et de la Coopération en remplacement de Ahmed Lakhrif (démis de ses fonctions le 23 décembre 2008 pour avoir reçu la nationalité espagnole) dans le gouvernement Abbas El Fassi.
Le 3 janvier 2012, il est nommé ministre de la Jeunesse et des Sports dans le gouvernement Benkirane. Le 19 décembre 2014, il est écarté de l'organisation du Mundialito à la suite des problèmes du Complexe sportif Moulay-Abdallah de Rabat.
Il a à son actif plusieurs activités politiques, il est l'un des observateurs des élections législatives en Macédoine (2006), coordonnateur du réseau international de la jeunesse libérale (INLY), membre de la commission chargée de l'élaboration de la stratégie électorale de son parti, le Mouvement populaire, et chargé de l'organisation de la jeunesse populaire.

## Famille
Mohammed Ouzzine est issu d'une famille originaire de la ville d'Azrou (Moyen Atlas), il est père de deux filles.